# Charles Coquerel
Jean Charles Coquerel (Amsterdam, 2 de dezembro de 1822 – Réunion, 14 de abril de 1867) foi médico e entomologista francês.